# اتحادیه فوتبال نامیبیا
اتحادیه فوتبال نامیبیا (انگلیسی: Namibia Football Association) نهاد اداره‌کننده مسابقات فوتبال و فوتسال در کشور نامیبیا است.
این سازمان که در سال ۱۹۹۰ تأسیس شده عضو کنفدراسیون فوتبال آفریقا و فیفا نیز می‌باشد و مقر آن در شهر ویندهوک است.